# 中津道路
中津道路（なかつどうろ）は、大分県中津市内に建設中の自動車専用道路（国道212号）である。将来的には地域高規格道路中津日田道路の一部を構成する。
2009年（平成21年）3月20日全線開通した。

## 概要
- 起点：大分県中津市犬丸
- 終点：大分県中津市伊藤田
- 全長：2.1 km
- 規格：第1種第3級
- 道路幅員
  - 一般部・橋梁部（中小橋）：暫定10.50 m（完成20.50 m）
  - 橋梁部（長大橋）：暫定9.50 m（完成19.50 m）
- 車線数：暫定2車線（完成4車線）
- 車線幅員：3.5 m
- 設計速度：80 km/h